# Pieter Bulling
Pieter Bulling (ur. 2 marca 1993 w Invercargill) – nowozelandzki kolarz torowy i szosowy, trzykrotny medalista torowych mistrzostw świata.

## Kariera
Największy sukces w karierze Pieter Bulling osiągnął w 2014 roku, kiedy wspólnie z Aaronem Gate'em, Dylanem Kennettem i Markiem Ryanem zdobył brązowy medal w drużynowym wyścigu na dochodzenie na mistrzostwach świata w Cali. Trzykrotnie zdobywał medale torowych mistrzostw Nowej Zelandii, lecz nigdy nie zwyciężył. Startuje także w kolarstwie szosowym, jednak bez większych sukcesów.